# Govert van der Leeuw
Govert van der Leeuw, auch Gabriel de Leone (geboren am 11. November 1645 in Dordrecht; gestorben am 3. Juli 1688 ebenda) war ein holländischer Maler und Radierer, der Landschaften und Tierbilder fertigte.

## Leben
Van der Leeuw war ein Sohn des Bastiaen Govertsz van der Leeuw (1624–1680) und dessen Frau Sybilla (geborene van Nieuwstadt). Er wurde am 15. November 1645 in Dordrecht getauft und hatte einen jüngeren Bruder Peter van der Leeuw (1647–1679). Beide erlernten das Zeichnen beim Vater. Um sich mit seinem Beruf den Lebensunterhalt verdienen zu können, ging er um 1661 nach Amsterdam, wo er die Schwester des Malers David van der Plaats (oder van der Plas; 1647–1704) heiratete.
Er reiste 14 Jahre lang durch Europa, verbrachte davon vier Jahre  in Lyon und Paris, hielt sich zwei Jahre lang am Hof von Savoyen auf, besuchte Madrid, Rom und Neapel. Sieben Jahre verbrachte er damit sich nach dem Stil der italienischen Meister auszubilden. Er nahm am 20. November 1678 an der Begräbnisfeier für Karel Dujardin in Neapel teil. Seine Werke fanden im Ausland großen Anklang, während er in seiner Heimat wenig Erfolg hatte. Daher entschloss er sich nach seinem Aufenthalt in den Niederlanden nach Rom und Neapel zurückzukehren. Auf der gemeinsam mit seiner Frau unternommenen Reise nach Dordrecht, wo sie sich von seiner Mutter verabschieden wollten, erkrankte er jedoch schwer und starb. Seine Witwe reiste zurück nach Amsterdam.
Am 29. Oktober 1684 soll van der Leeuw den Maler David van der Plaats an der Binnenamstel angegriffen und schwer misshandelt, sowie das Beffchen vom Hals gerissen und, als man diesem zu Hilfe kam, angedroht haben, dass er ihn beim nächsten Treffen noch schlimmer behandeln werde.
In Italien hatte er sich „Gabriel de Leone“ genannt, in Paris war er „peintre ordinaire du Roi“ und wurde auch „Gabriel de Lyon“ genannt. Seine Werke wurden von Giovanni Benedetto Castiglione, Rosa da Tivoli und Johann Heinrich Roos beeinflusst, deren Stil er imitierte.

## Werke (Auswahl)

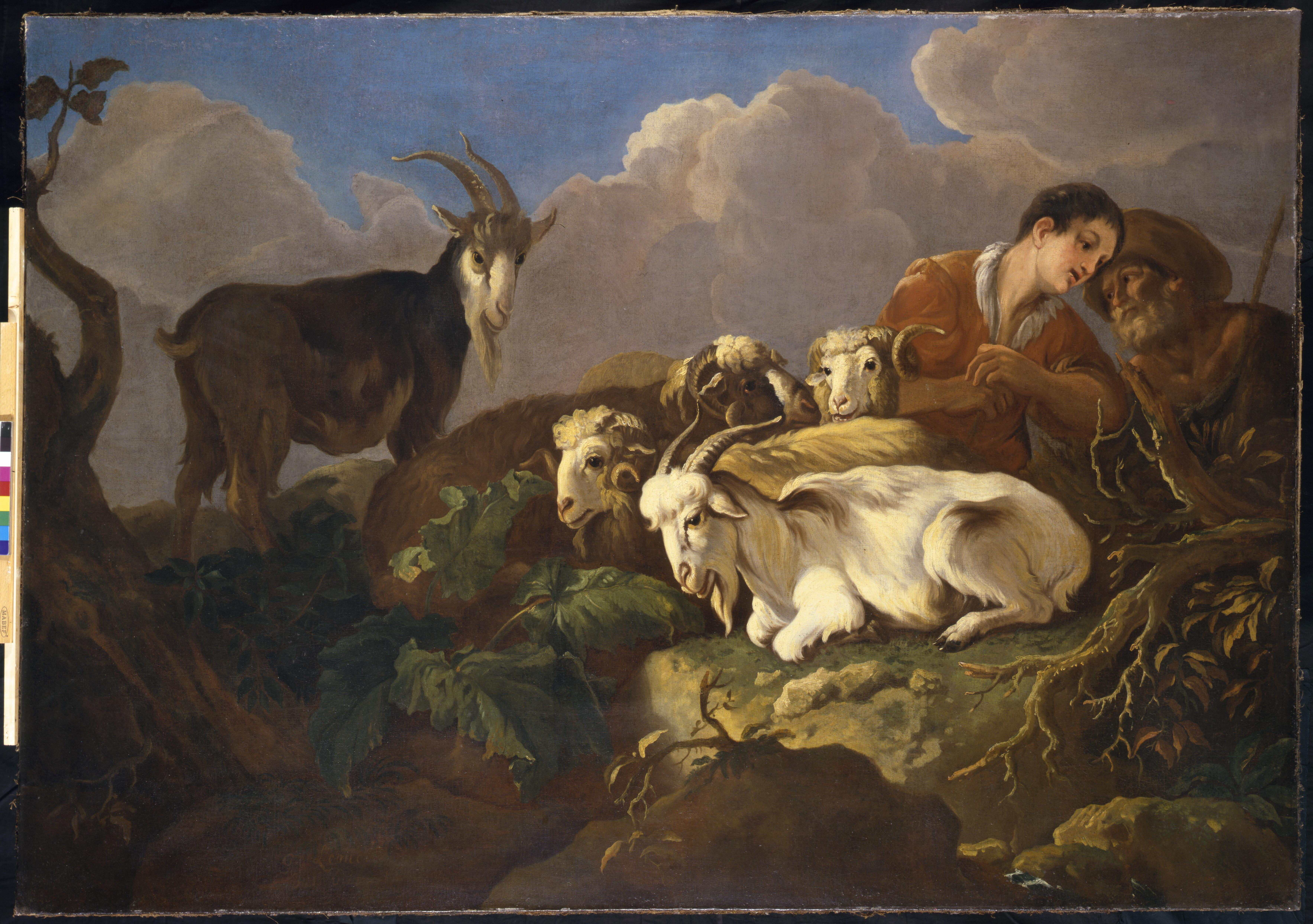
Ziegen, Schafe und 2 Hirten, Signatur „G. Leone“

- Sieben Ochsen an der Wasserstelle 55 × 68 cm 1868 vom Museum in Stockholm angekauft.
- Italienische Landschaft (im Vordergrund ein Ochse und einige Schafe, dahinter eine ruhende Bäuerin mit ihrer Herde, im Hintergrund einige Gebäude).
- Tiere auf der Weide zwei Gemälde auf Leinwand.[2]

Radierungen
- Die Verkündigung der Engel an die Hirten
- Bergige Landschaft mit einer Herde von Schafen, Ziegen und anderen Tieren
- Der Bock auf der Ruine

## Familie
Van der Leeuw war zweimal verheiratet:
- seit dem 19. August 1667 mit Jannetje oder Johanna van der Plas, oder Plaes, oder Plaats (1649–1730).[4] Das Datum bezieht sich vermutlich auf ein Heiratsversprechen (Verlobung) und die Hochzeit fand erst nach dem Ereignis 1684 statt. Das RKD – Nederlands Instituut voor Kunstgeschiedenis schreibt sogar von einer dritten Ehe 1684 mit einer unbekannten. “According to Van der Willigen/Kinkelder (typescript 1993/1998) he married once more in 1684 in Amsterdam.”[5]
- seit dem 21. November 1670 mit Marie Jans „Marrike“ (geborene Marcus, 1645–nach 1670) verheiratet, der Witwe des Malers Cornelis Brisé (1622–um 1670).[6]

Der Maler Nicolas van Berchem der Jüngere (1649–1672) war sein Vetter.